# Ein Bild sagt mehr als tausend Worte

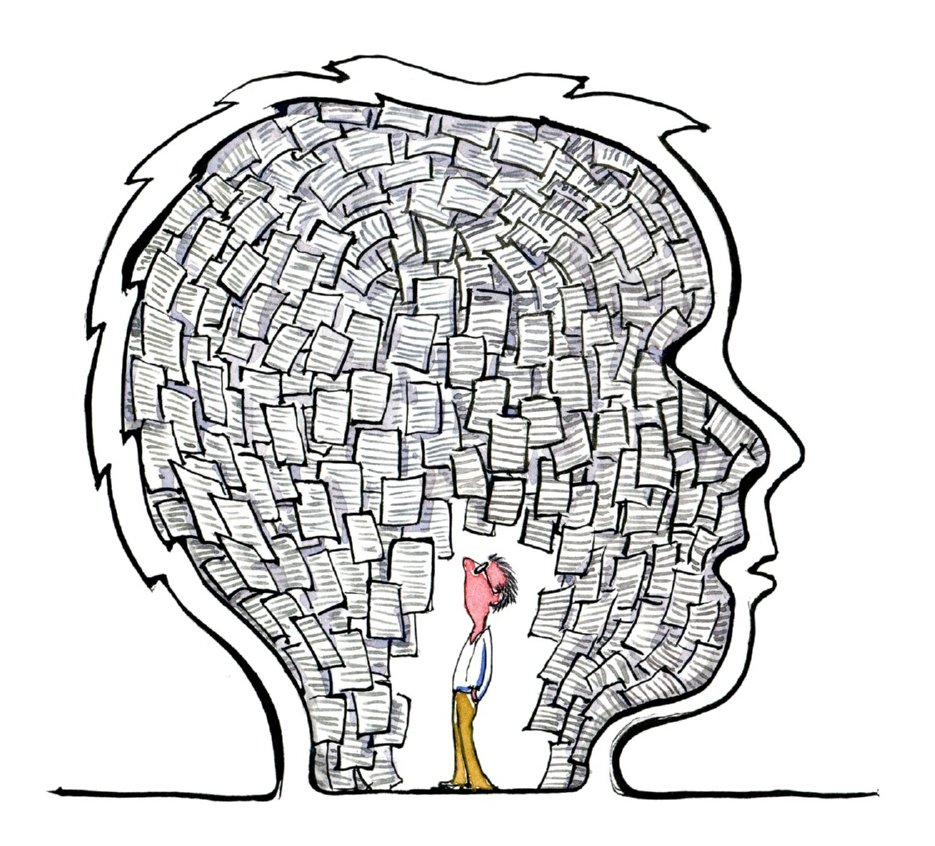

Ein Bild sagt mehr als tausend Worte ist ein Sprichwort und eine Metapher für den Mehrwert von Bildern gegenüber ausschließlichem Text. Es bezieht sich darauf, dass komplizierte Sachverhalte oft mit einem Bild oder einer Darstellung sehr einfach erklärt werden können und ein Bild meist einen stärkeren Eindruck auf den Betrachter ausübt als ein umfangreicher Text.

## Ursprung
Der erste gedruckte Nachweis findet sich im englischen Sprachraum. Am 8. Dezember 1921 veröffentlichte der US-amerikanische Werber Fred R. Barnard in einer Fachzeitschrift der Werbebranche, Printers’ Ink, eine Anzeige mit dem Slogan „One Look Is Worth a Thousand Words“, der hier einem nicht näher benannten „japanischen Philosophen“ zugeschrieben wird. Die Anzeige warb für den Gebrauch von Bildern in Werbeaufdrucken auf Straßenbahnen. Am 10. März 1927 erschien eine zweite Anzeige mit der Phrase „One Picture is Worth Ten Thousand Words“. Dort wird behauptet, es handele sich um ein chinesisches Sprichwort. Das Buch The Home Book of Proverbs, Maxims, and Familiar Phrases zitiert den Autor Barnard, der sagte, er habe den Slogan „als chinesisches Sprichwort betitelt, damit die Leute es ernst nehmen“.
In der deutschen Sprache hat Kurt Tucholsky den Ausspruch 1926 als Überschrift zu einem fotoillustrierten Artikel in der Zeitschrift Uhu verwendet.

## Bedeutung
Mehr Information über die Bedeutung der Metapher findet man in den Artikeln Visualisierung, Illustration, Informationsgrafik, Werbung, Journalistische Darstellungsform und Sparkline.